# 안데르스 쉬데니우스
안데르스 쉬데니우스(스웨덴어: Anders Chydenius, 1731년 11월 27일 솟카모 ~ 1803년 12월 31일 코콜라)는 핀란드의 정치인, 경제학자, 철학자, 과학자이다. 북유럽에서 계몽주의, 고전적 자유주의 사상을 주도한 인물로 알려져 있다.

## 생애
1731년에 솟카모에서 군종으로 근무하고 있던 아버지 야코브(Jacob)의 아들로 태어났다. 1734년에 아버지가 교구 목사로 임명되면서 가족들과 함께 쿠사모(Kuusamo)로 이주했다. 그와 형 사무엘(Samuel)은 어린 시절 아버지로부터 개인 교습을 받았고 울레오보리(Uleåborg, 현재의 핀란드 오울루) 문법 학교에 입학하게 된다.
1745년에 오보(Åbo, 현재의 핀란드 투르쿠) 왕실 아카데미에 입학했고 웁살라 대학에서 수학과 자연 과학, 라틴어, 철학을 전공했다. 1753년에 대학 졸업과 함께 네데르베틸(Nedervetil, 현재의 핀란드 크로노뷔(Kronoby)) 대주교 성직자로 임명되었다.
1765년에 배포한 팸플릿 《국가의 이득》(스웨덴어: Den nationnale winsten)에서 자유 무역과 산업에 관한 이론, 경제와 사회 간의 관계를 연구하는 한편 자유주의와 자본주의, 현대 민주주의 사상의 원리를 정립했다. 그가 정립한 이론은 1776년 애덤 스미스가 발표한 저서 《국부론》의 기초가 되었다. 1766년 세계 최초로 언론의 자유와 정보공개를 규정한 스웨덴의 법률인 《언론과 출판의 자유에 관한 법률》을 제정하는 데에도 공헌했다.
1986년에는 핀란드에서 그의 초상화가 그려진 1,000마르카 지폐가 발행되었다. 2003년에는 핀란드에서 그를 기념하는 10유로 기념주화를 발행했다.

## 사진

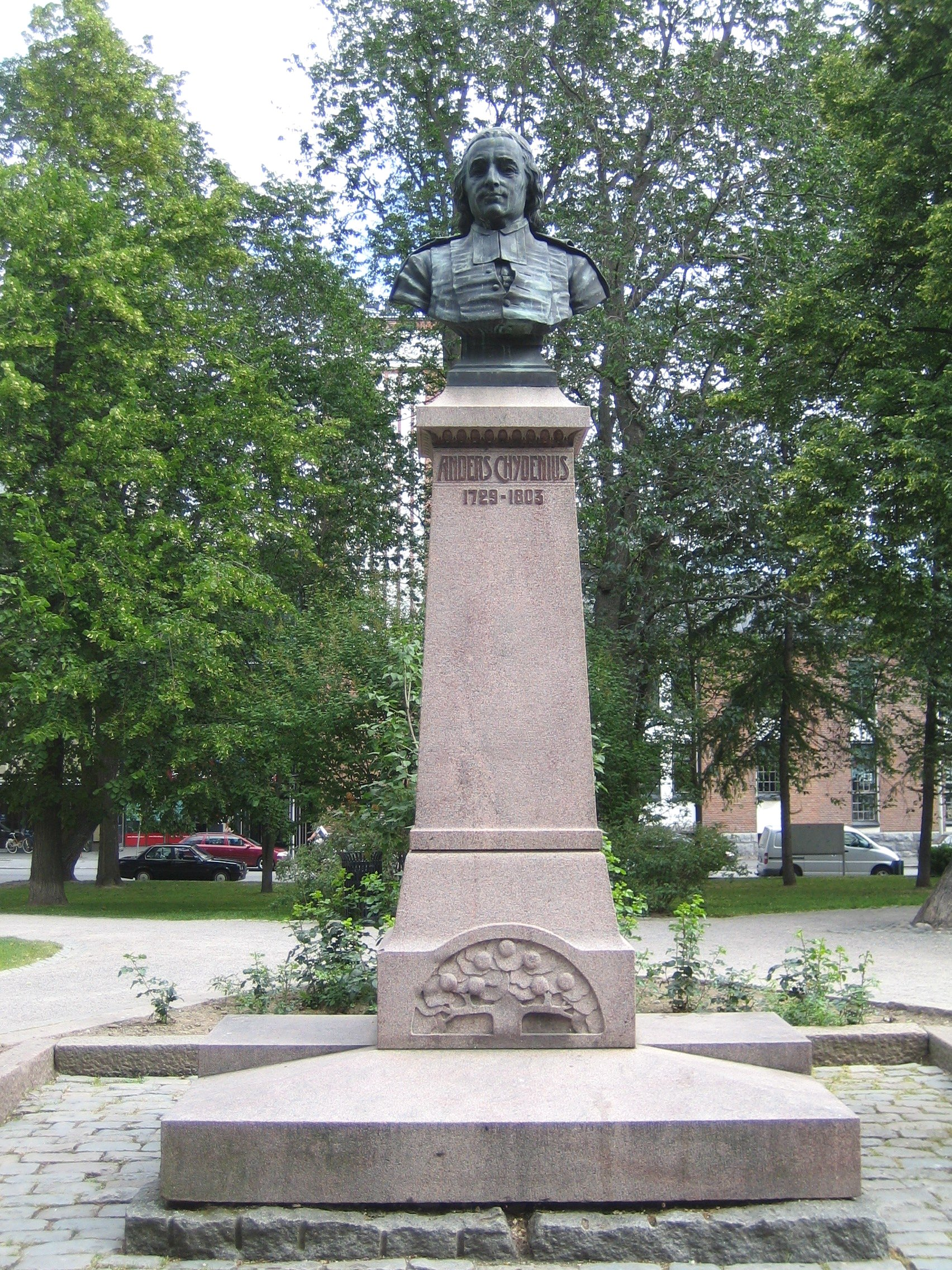
핀란드 코콜라에 있는 안데르스 쉬데니우스 동상

## 같이 보기
- 경제사상사